# جووانی گالی
جووانی گالی (به ایتالیایی: Giovanni Galli) بازیکن فوتبال و اهل ایتالیا است که از سال ۱۹۸۲ میلادی عضو تیم ملی فوتبال ایتالیا بوده و در ۱۹ بازی ملی حضور داشته‌است. او در بازی‌های ملی‌اش ۱۲ گل دریافت کرد.
جووانی گالی آخرین بازی ملی خود را در سال ۱۹۸۶ میلادی انجام داد.
گالی در سالهای دهه هشتاد میلادی در دو جام جهانی و بازیهای یورو ۸۰ حضور داشت. گالی بدون اینکه حتی یک بازی انجام دهد، در جام جهانی فوتبال ۱۹۸۲ به‌عنوان ذخیره دینو زوف موفق به کسب جام شد. همین اتفاق قبلاً در جام ملت‌های اروپا ۱۹۸۰ رخ داده بود ، جایی که ایتالیا پس از صعود به نیمه نهایی به مقام چهارم رسید. گالی اولین بازی ملی خود را در یک بازی دوستانه برابر یونان در ۵ اکتبر ۱۹۸۳ انجام داد که با پیروزی سه بر صفر ایتالیا به پایان رسید. او در جام جهانی ۱۹۸۶ دروازه بان اصلی ایتالیا بود.